# Hippospongia
Genre
Synonymes
- Aphrodite Lendenfeld, 1886
- Ceratodendron Marshall, 1877
- Hippiospongia de Laubenfels, 1936
- Silicifibris Lendenfeld, 1886

Hippospongia est un genre d'éponges de la famille Spongiidae. Les espèces de ce genre sont marines.

## Liste d'espèces
Selon World Register of Marine Species (1 juin 2016) :
- Hippospongia ammata de Laubenfels, 1954
- Hippospongia anfractuosa (Carter, 1885)
- Hippospongia canaliculata (Lendenfeld, 1886)
- Hippospongia cerebrum Lendenfeld, 1889
- Hippospongia communis (Lamarck, 1814)
- Hippospongia cylindrica Lendenfeld, 1889
- Hippospongia decidua (Hyatt, 1877)
- Hippospongia densa Lendenfeld, 1889
- Hippospongia derasa Ridley, 1884
- Hippospongia elastica Lendenfeld, 1889
- Hippospongia fistulosa Lendenfeld, 1889
- Hippospongia galea (Lendenfeld, 1886)
- Hippospongia gossypina (Duchassaing & Michelotti, 1864)
- Hippospongia lachne (de Laubenfels, 1936)
- Hippospongia laxa Lendenfeld, 1889
- Hippospongia massa Lendenfeld, 1889
- Hippospongia mauritiana (Hyatt, 1877)
- Hippospongia micropora (Lendenfeld, 1889)
- Hippospongia mollissima (Lendenfeld, 1889)
- Hippospongia multicia Wiedenmayer in Hooper & Wiedenmayer, 1994
- Hippospongia nigra (Lendenfeld, 1886)
- Hippospongia osculata Lendenfeld, 1889
- Hippospongia pacifica (Hyatt, 1877)
- Hippospongia seposita Wiedenmayer in Hooper & Wiedenmayer, 1994
- Hippospongia typica Lendenfeld, 1889